# Nappy Roots
Nappy Roots är en hiphopgrupp från Kentucky som består av: Skinny Deville, R.Prophet, B.Stille, Ron Cloutch, Fish Scales och Big V. De har bland annat släppt "Watermelon, chicken and gritz", "Wooden leather" och det senaste albumet "The Humdinger" släpptes år 2008.

## Diskografi
Studioalbum
- Country Fried Cess (1998)
- Watermelon, Chicken & Gritz (2002)
- Wooden Leather (2003)
- Innerstate Music (2007)
- The Humdinger (2008)
- The Pursuit of Nappyness (2010)

Singlar
- Po' Folks / Awnaw (Remix) (2002)
- Awnaw (2002)
- Roun' the Globe (2003)
- No Static (2008)
- Good Day (2008)
- Ride (2010)
- No Idea (2014)